# Caspar Weinberger
Pour les articles homonymes, voir Weinberger.
Caspar Weinberger, né le 18 août 1917 à San Francisco (Californie) et mort le 28 mars 2006 à Bangor (Maine), est un homme politique américain. Membre du Parti républicain, il est secrétaire à la Santé, à l'Éducation et aux Services sociaux entre 1973 et 1975 dans l'administration du président Richard Nixon et celle de son successeur Gerald Ford puis secrétaire de la Défense entre 1981 et 1987 dans l'administration du président Ronald Reagan. À ce dernier poste, il est impliqué dans le programme dit de « guerre des étoiles » ainsi que dans l'affaire Iran-Contra. À partir de 1993, il préside le magazine Forbes.

## Biographie

### Origines, études et Seconde Guerre mondiale
Caspar Weinberger est né à San Francisco, en Californie. Fils d'un d'avocat immigré tchèque, Herman Weinberger et de Cerise Carpenter Hampson, il est d'ascendance juive du côté paternel mais il embrasse la foi chrétienne de sa mère.
Diplômé d'un doctorat de droit en 1941 de l'université Harvard, il rejoint l'US Army et sert dans la 41e division d'infanterie dans le Pacifique pendant la Seconde Guerre mondiale. À la fin de la guerre, il est membre de l'état-major du général Douglas MacArthur.

### Carrière professionnelle et politique en Californie
De 1945 à 1947, de retour dans la vie civile, il exerce la profession d'assistant juridique auprès d'un juge fédéral puis rejoint un cabinet d'avocat de San Francisco.
En 1952, il est élu à l'Assemblée de l'État de Californie, réélu en 1954 et 1956.
En 1958, son échec pour être élu procureur général de Californie ne l'empêche pas de continuer à mener une vie politique et à être élu président du Parti républicain de Californie en 1962.
En 1967, le gouverneur de Californie Ronald Reagan le nomme à la présidence de la Commission économique de l'État avant de le nommer en 1968 directeur des finances de l'État.

### Secrétaire à la Santé puis à la Défense
En janvier 1970, il emménage à Washington, D.C. et sert dans l'administration Nixon. Il devient secrétaire à la Santé, à l'Éducation et aux Services sociaux des États-Unis.
De 1975 à 1980, il est vice-président de Bechtel Corporation en Californie.
Partageant les convictions de Ronald Reagan sur l'Union soviétique (une menace), Caspar Weinberger est nommé par ce dernier comme secrétaire à la Défense après son élection à la présidence des États-Unis.
À ce poste, Weinberger se fait l'avocat de l'augmentation du budget des dépenses militaires face à l'Union soviétique. La capacité d'intervention de l'armée américaine est réorganisée et modernisée. La conséquence de ces dépenses budgétaires et du plan ambitieux de réorganisation des forces armées est le triplement de la dette nationale. Mais comme attendu, l'URSS ne peut suivre cette course aux armements. C'est dans ce contexte que Caspar Weinberger défend le projet coûteux et controversé de bouclier anti-missiles appelé « guerre des étoiles ».
Impliqué dans l'affaire Iran-Contra et dans des difficultés budgétaires, accusé de mensonges, il démissionne le 23 novembre 1987, officiellement en raison des problèmes de santé de son épouse.
Il bénéficia d'un pardon présidentiel dans l'affaire Iran-Contra le 24 décembre 1992 du président George H. W. Bush.

### Fin de carrière
En 1989, il rejoint Forbes Inc. comme éditeur du magazine Forbes et en devient président en 1993.
En 1996, un de ses livres remet en question l'adéquation de la capacité militaire américaine au monde de l'après-guerre froide. Ses anciens collègues du gouvernement Reagan lui en tiendront rigueur, refusant de discuter avec lui.
Il meurt à l'âge de 88 ans des suites d'une pneumonie à l'île des Monts Déserts dans le Maine. Son épouse est décédée en 2009.

## Distinctions
- Chevalier grand-croix de l'ordre de l'Empire britannique
- Médaille présidentielle de la Liberté